# Simone Ponzi
Simone Ponzi (Manerbio, província de Brescia, em 17 de janeiro de 1987) é um ciclista italiano.
Antes de ser profissional teve algumas ações destacadas, como uma vitória de etapa no Giro della Vale d'Aosta, ou a medalha de prata na prova de estrada na categoria sub-23, no Campeonato Mundial de Ciclismo em Estrada de 2008, disputado em Varese, onde somente se viu superado pelo colombiano Fabio Duarte.
É profissional desde 2009, quando estreia com a equipa Lampre. Em 2011 alinhou pela equipa, também italiano, Liquigas-Cannondale, equipa no que permaneceu uma temporada para depois passar à equipa Astana Pro Team. Em 2014 alinhou pela equipa Neri Sottoli.

## Palmarés
| - 2007 - Troféu Franco Balestra - Troféu Zssdi - 2008 - 1 etapa do Giro do Vale de Aosta - 2.º no Campeonato Mundial em Estrada sub-23 - 2011 - 3.º no Campeonato da Itália em Estrada - Grande Prêmio de Kranj - Coppa Papà Carlo - 2012 - 1 etapa do Volta à Eslovénia | - 2013 - 1 etapa da Volta a Burgos - Trittico Lombardo (ver nota) - 2014 - Grande Prêmio Costa dos Etruscos - Dwars door Drenthe - Grande Prêmio Nobili Rubinetterie - Trittico Lombardo (ver nota) |

## Resultados em Grandes Voltas
| Corrida | Corrida         | 2009 | 2010 | 2011 | 2012 | 2013 | 2014  | 2015 | 2016 | 2017  | 2018 |
| ------- | --------------- | ---- | ---- | ---- | ---- | ---- | ----- | ---- | ---- | ----- | ---- |
|         | Giro d'Italia   | —    | —    | —    | 88.º | —    | 106.º | —    | —    | 126.º | —    |
|         | Tour de France  | —    | —    | —    | —    | —    | —     | —    | —    | —     | —    |
|         | Volta a Espanha | —    | —    | —    | —    | —    | —     | —    | —    | —     | —    |

—: não participa

Ab.: abandono

## Equipas
- Lampre (2009-2010)
- Liquigas-Cannondale (2011)
- Astana Pro Team (2012-2013)
- Neri Sottoli (2014-2015)
- CCC Sprandi Polkowice (2016-2017)
- Nippo-Vini Fantini-Europa Ovini (2018)